# Parma
Parma este un oraș din regiunea Emilia-Romagna, nordul Italiei, important centru de învățământ și comercial (târguri).

## Istoric
Întemeierea orașului este datorată vechiului drum roman Via Aemilia, care unea Roma cu partea nordică a Imperiului Roman.
De la sfârșitul evului mediu până în 1859 a fost capitala Ducatului de Parma.

## Monumente
Baptisteriul din Parma, aflat în imediata vecinătate a Catedralei din Parma, este un monument care ilustrează tranziția de la stilul romanic la cel gotic. Palatul della Pilotta a fost ridicat în secolul al XVI-lea de familia Farnese. În prezent adăpostește o bibliotecă, un muzeu de antichități și o pinacotecă.

## Clima
| Date climatice pentru Parma (city center)           | Date climatice pentru Parma (city center) | Date climatice pentru Parma (city center) | Date climatice pentru Parma (city center) | Date climatice pentru Parma (city center) | Date climatice pentru Parma (city center) | Date climatice pentru Parma (city center) | Date climatice pentru Parma (city center) | Date climatice pentru Parma (city center) | Date climatice pentru Parma (city center) | Date climatice pentru Parma (city center) | Date climatice pentru Parma (city center) | Date climatice pentru Parma (city center) | Date climatice pentru Parma (city center) |
| Luna                                                | Ian                                       | Feb                                       | Mar                                       | Apr                                       | Mai                                       | Iun                                       | Iul                                       | Aug                                       | Sep                                       | Oct                                       | Nov                                       | Dec                                       | Anual                                     |
| --------------------------------------------------- | ----------------------------------------- | ----------------------------------------- | ----------------------------------------- | ----------------------------------------- | ----------------------------------------- | ----------------------------------------- | ----------------------------------------- | ----------------------------------------- | ----------------------------------------- | ----------------------------------------- | ----------------------------------------- | ----------------------------------------- | ----------------------------------------- |
| Maxima medie °C (°F)                                | 4.1 (39,4)                                | 7.5 (45,5)                                | 13.2 (55,8)                               | 18.0 (64,4)                               | 22.8 (73)                                 | 27.3 (81,1)                               | 30.1 (86,2)                               | 29.3 (84,7)                               | 24.8 (76,6)                               | 17.8 (64)                                 | 10.3 (50,5)                               | 5.4 (41,7)                                | 17,6 (63,7)                               |
| Media zilnică °C (°F)                               | 1.3 (34,3)                                | 3.9 (39)                                  | 8.9 (48)                                  | 13.1 (55,6)                               | 17.6 (63,7)                               | 21.8 (71,2)                               | 24.4 (75,9)                               | 23.9 (75)                                 | 19.9 (67,8)                               | 13.9 (57)                                 | 7.6 (45,7)                                | 2.9 (37,2)                                | 13,3 (55,9)                               |
| Minima medie °C (°F)                                | −1.5 (29,3)                               | 0.4 (32,7)                                | 4.5 (40,1)                                | 8.3 (46,9)                                | 12.5 (54,5)                               | 16.3 (61,3)                               | 18.6 (65,5)                               | 18.2 (64,8)                               | 15.0 (59)                                 | 10.1 (50,2)                               | 4.8 (40,6)                                | 0.4 (32,7)                                | 9,0 (48,2)                                |
| Precipitații mm (inches)                            | 57 (2.24)                                 | 55 (2.17)                                 | 65 (2.56)                                 | 76 (2.99)                                 | 73 (2.87)                                 | 56 (2.2)                                  | 37 (1.46)                                 | 48 (1.89)                                 | 67 (2.64)                                 | 96 (3.78)                                 | 84 (3.31)                                 | 73 (2.87)                                 | 777 (30,59)                               |
| Sursă: Archivio climatico Enea-Casaccia (1961-1990) |                                           |                                           |                                           |                                           |                                           |                                           |                                           |                                           |                                           |                                           |                                           |                                           |                                           |

## Demografie
Parma - evoluția demografică

|  | Graficele sunt indisponibile din cauza unor probleme tehnice. Mai multe informații se găsesc la Phabricator și la wiki-ul MediaWiki. |

Date: Recensăminte sau birourile de statistică - grafică realizată de Wikipedia
Parma dal 2002 - evoluția demografică

|  | Graficele sunt indisponibile din cauza unor probleme tehnice. Mai multe informații se găsesc la Phabricator și la wiki-ul MediaWiki. |

Date: Recensăminte sau birourile de statistică - grafică realizată de Wikipedia

Cea mai mare comunitate de străini din oraș e cea de moldoveni.

## Personalități născute aici
- Alessandro Araldi (1460 - 1529), pictor renascentist.